# Euchloe falloui
Euchloe falloui is een vlindersoort uit de familie van de Pieridae (witjes), onderfamilie Pierinae.
Euchloe falloui werd in 1867 beschreven door Allard.